# Stazione di Bistagno
La stazione di Bistagno è una stazione ferroviaria posta lungo la linea Alessandria-San Giuseppe di Cairo, al servizio dell'omonimo comune.
Fermano soltanto treni regionali. Il servizio è gestito da Trenitalia.